# Opération Bouclier du désert
Pendant Guerre du Golfe
L'opération Bouclier du désert (nom originel en anglais Desert Shield) est une opération des États-Unis épaulés ensuite de leurs alliés, déclenchée le 6 août 1990 après l'invasion du Koweït par l'Irak le 2 août pour protéger l'Arabie saoudite d'une éventuelle attaque irakienne lors de la guerre du Golfe.

## Déroulement

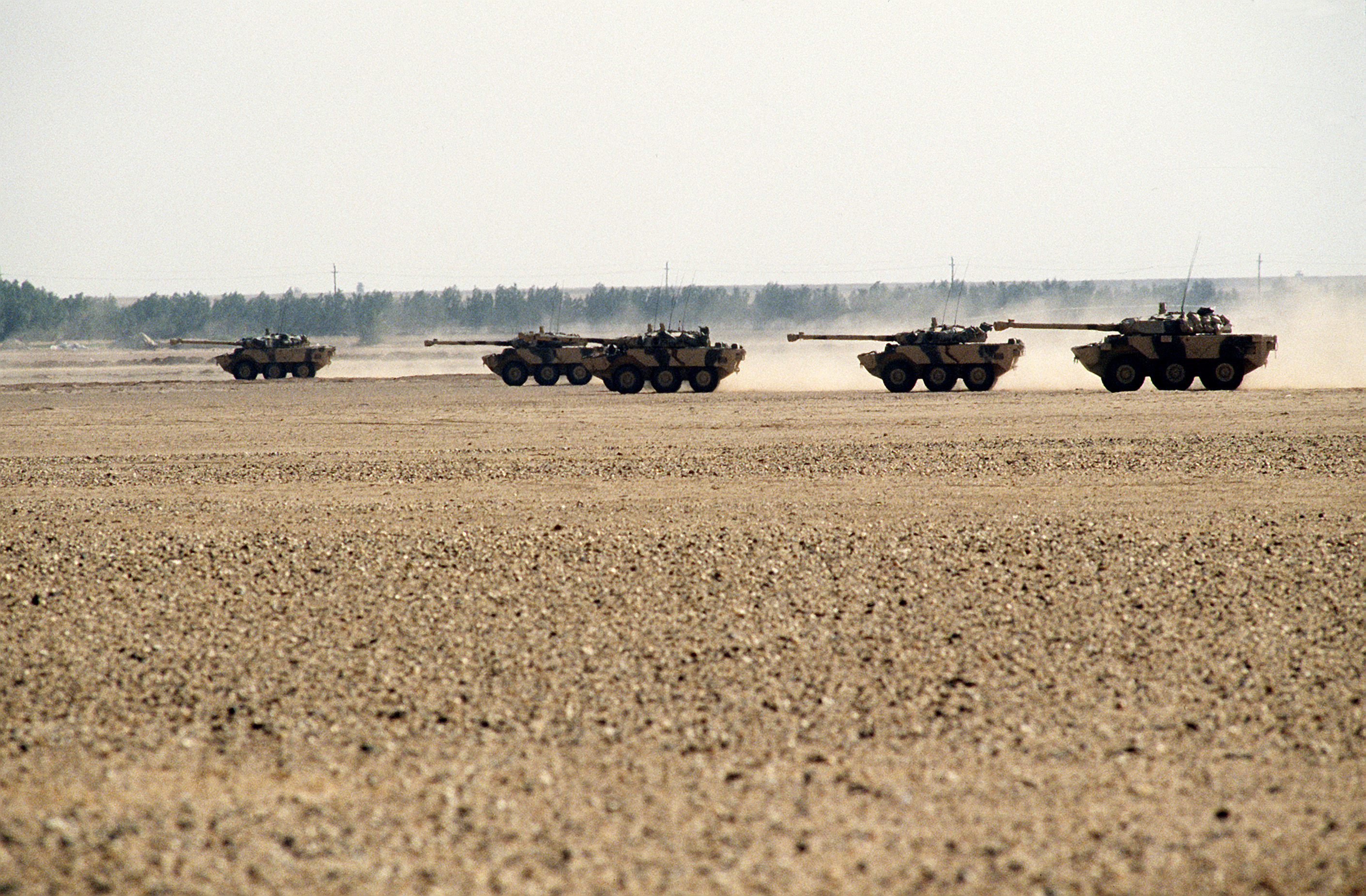
AMX-10 RC de la division Daguet durant l'opération.

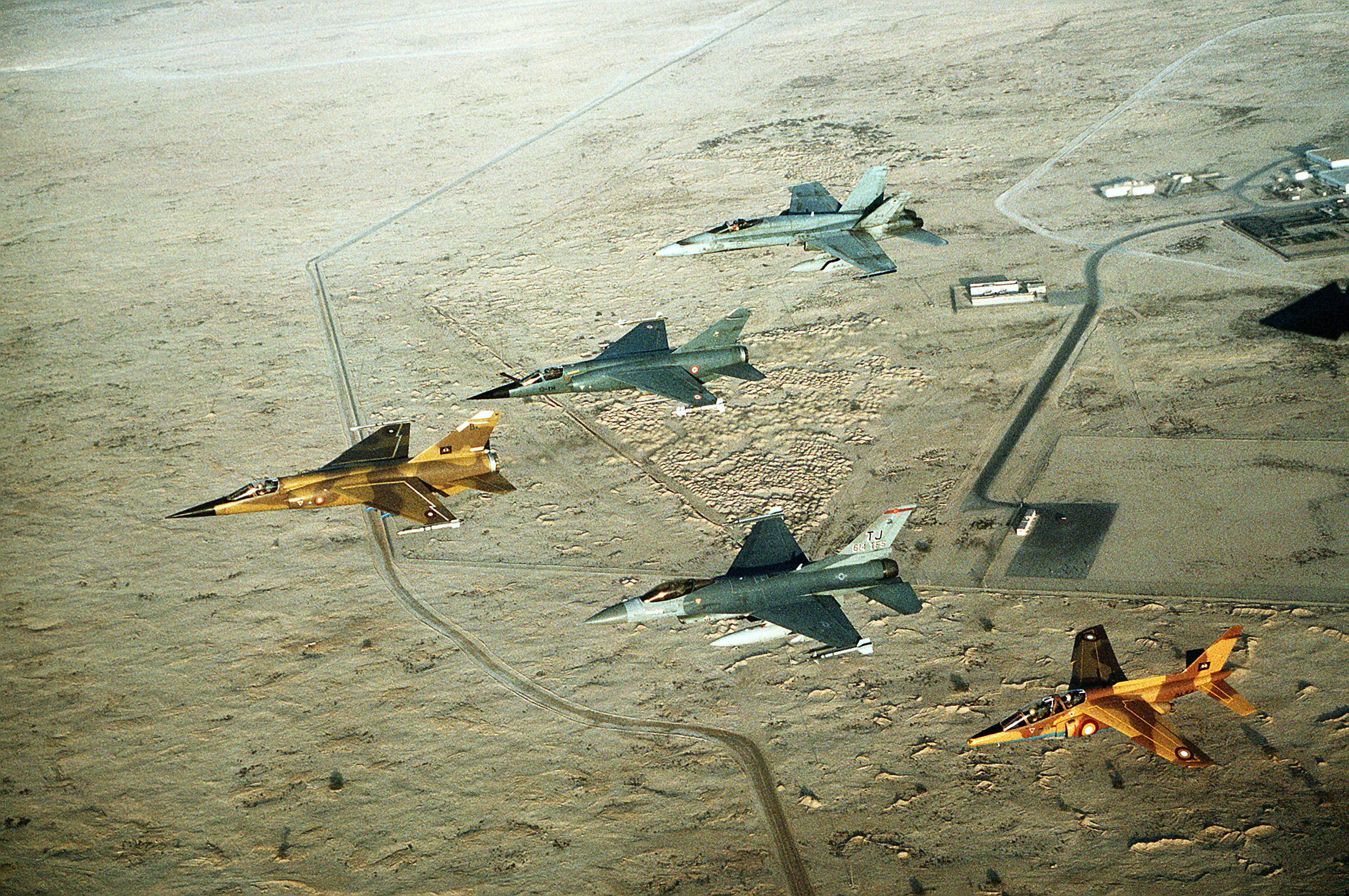
Avions de la coalition durant l'.

Le 6 septembre 1990, près de 100 000 militaires de la coalition sont installés dans les États de la péninsule Arabique.
Le 8 novembre, ce sont 140 000 militaires, des centaines d'avions militaires de tous types et des dizaines de navires de guerre qui sont sur zone.
L'éventualité d'une intervention se faisant plus précise, des renforts affluent jusqu'au premier jour de l'offensive alliée, le 16 janvier 1991.
À cette date, environ 400 000 militaires des forces armées des États-Unis, 100 000 de l'armée saoudienne, 28 000 de l'armée britannique, 21 000 de l'armée syrienne, 19 000 de l'armée égyptienne, 18 000 de l'armée française et des forces de dizaines d'autres nations étaient sur place.
L'opération Tempête du désert verra, à partir du 24 février 1991, quatre jours d'offensive terrestre, balayant l'armée irakienne et libérant le Koweït.

## Culture populaire
Le film Jarhead : La Fin de l'innocence s'inspire de l'opération Bouclier du désert ainsi que les jeux vidéo Conflict: Desert Storm et Conflict: Desert Storm II.

## Sources
- Guerre du Golfe, l'album de la victoire, Éditions Image-Magien, 1991